# Édouard René de Laboulaye
Édouard René Lefèbvre de Laboulaye (phát âm tiếng Pháp: [edwaʁ ʁəne ləfɛvʁ də labulɛ]; 18 tháng 1 năm 1811 – 25 tháng 5 năm 1883) là một luật gia, nhà thơ, tác giả và nhà hoạt động chống chế độ nô lệ người Pháp. Ông là người đã đề xuất ý tưởng về một bức tượng do nhân dân Pháp làm để dành tặng cho Hoa Kỳ, dẫn tới kết quả là Tượng Nữ thần Tự do ở Cảng New York.